# Kazjaryna Karsten
Kazjaryna Karsten, geborene Chadatowitsch (* 2. Juni 1972 in Assetschyna, Minskaja Woblasz), auch als Ekaterina Karsten bekannt, ist eine ehemalige deutsch-belarussische Rudersportlerin. Sie stammt aus und startet für Belarus, ist mit einem Deutschen verheiratet und trainiert seit 1996 durchgehend in Deutschland, zunächst in Potsdam und in den letzten Jahren in Köln, wo sie auch wohnt.
Sie war Olympiasiegerin im Einer 1996 und 2000, daneben gewann sie eine olympische Silbermedaille und zwei Bronzemedaillen. Bei Weltmeisterschaften gewann sie Gold im Einer in den Jahren 1997, 1999, von 2005 bis 2007 und 2009, sowie viermal Silber und sechsmal Bronze. 

## Sportliche Karriere

### Die frühen Jahre bis 1997
Kazjaryna Chadatowitsch begann 1985 mit dem Rudersport. Bei den Junioren-Weltmeisterschaften gewann sie 1990 für die Sowjetunion den Titel im Einer. 1991 trat sie erstmals bei Weltmeisterschaften in der Erwachsenenklasse an. Zusammen mit Sarija Sakirowa gewann sie die Bronzemedaille im Doppelzweier. 1992 startete sie bei den Olympischen Spielen 1992 im Vereinten Team für die Gemeinschaft Unabhängiger Staaten. Der Doppelvierer mit Antonina Selikowitsch, Tetjana Ustjuschanina, Kazjaryna Karsten und Jelena Chlopzewa gewann die Bronzemedaille hinter den Deutschen und den Rumäninnen.
Ab 1993 startete Chadatowitsch für Belarus. Bei den Weltmeisterschaften 1993 belegte sie im Doppelzweier den siebten Platz, 1994 folgte der fünfte Platz. Bei den Weltmeisterschaften 1995 trat sie im Einer an und belegte den siebten Platz. 
Erster Höhepunkt ihrer Karriere waren die Olympischen Spiele 1996 in Atlanta. Für das Einer-Finale qualifizierten sich neben Chadatowitsch unter anderem die Weltmeisterin von 1994 Trine Hansen aus Dänemark, die Weltmeisterin von 1995 Maria Brandin aus Schweden und die Vizeweltmeisterin von 1995 Silken Laumann aus Kanada, Chadatowitsch gewann sicher mit fast drei Sekunden Vorsprung vor Laumann und Hansen. 1997 gelang Chadatowitsch eine perfekte Saison: Sie gewann drei Weltcup-Regatten und den Titel bei den Weltmeisterschaften. 

### Das Jahrzehnt von 1999 bis 2008
Nach einem Jahr Pause, in dem sie geheiratet und eine Tochter zur Welt gebracht hatte, kehrte Kazjaryna Karsten zurück auf die Regattastrecken. Nach einem vierten Platz in der ersten Weltcup-Regatta, gewann sie beim Weltcup in Luzern. Bei den Weltmeisterschaften 1999 siegte sie vor der Deutschen Katrin Rutschow und der Bulgarin Rumjana Nejkowa. Im Jahr darauf gewann sie die beiden Weltcupregatten, an denen sie teilnahm. Bei den Olympischen Spielen 2000 unterlag sie im Halbfinale gegen Katrin Rutschow-Stomporowski, im Finale kam es zu einem Zielfoto-Entscheid. Kazjaryna Karsten gewann die Goldmedaille mit einer Hundertstelsekunde Vorsprung auf Rumjana Nejkowa, Katrin Rutschow hatte als Dritte weniger als eine Sekunde Rückstand.
Im Jahr 2001 gewann Kazjaryna Karsten erneut den Einer-Wettbewerb bei den drei Weltcup-Regatten, bei denen sie am Start war. In München siegte sie im Einer und belegte im Doppelzweier zusammen mit Wolha Berasnjowa den zweiten Platz hinter den Deutschen Kathrin Boron und Kerstin Kowalski. Bei den Weltmeisterschaften in Luzern startete Karsten ebenfalls in beiden Disziplinen. Im Einer siegte Katrin Rutschow-Stomporowski vor der Russin Julija Lewina, Karsten erhielt die Bronzemedaille. Auch im Doppelzweier siegte das deutsche Boot. Hinter Boron und Kowalski ging Silber an die neuseeländischen Schwestern Georgina und Caroline Evers-Swindell vor Karsten und Beresnewa. Auch bei den Weltmeisterschaften 2002 trat Kazjaryna Karsten in zwei Bootsklassen an. Im Einer gewann sie die Silbermedaille hinter der Bulgarin Nejkowa, im Doppelvierer erhielten Inessa Sacharewskaja, Wolha Berasnjowa, Kazjaryna Karsten und Marija Worona die Bronzemedaille. Im Weltcup 2003 startete Karsten bei jeder Regatta in einer anderen Bootsklasse. Bei den Weltmeisterschaften 2003 startete sie im Einer und im Doppelvierer. Im Einer siegte Nejkowa vor Rutschow-Stomporowski und Karsten, im Doppelvierer siegten die Australierinnen vor Kazjaryna Karsten, Julija Bitschyk, Wolha Berasnjowa und Marija Worona. Bei den Olympischen Spielen 2004 startete Karsten nur im Einer und erhielt die Silbermedaille, hatte aber im Ziel fast vier Sekunden Rückstand auf Katrin Rutschow-Stomporowski, Dritte wurde Rumjana Nejkowa vor der Tschechin Miroslava Knapková. 
In der Weltcup-Saison 2005 trat Kazjaryna Karsten ausschließlich im Einer an und gewann alle drei Regatten. Bei den Weltmeisterschaften siegte sie im Einer vor Knapková und der US-Ruderin Michelle Guerette und gewann damit ihren ersten Titel seit den Olympischen Spielen 2000. Wie bei den drei Weltmeisterschaften von 2001 bis 2003 startete Karsten auch 2005 in einer zweiten Bootsklasse; im Achter belegten die Belarussinnen den siebten Platz. Im Einer blieb Karsten in den nächsten Jahren sowohl im Weltcup als auch bei den Weltmeisterschaften 2006 und 2007 ungeschlagen. Nachdem sie im Einer seit den Olympischen Spielen 2004 in zwölf Weltcup-Regatten und drei Weltmeisterschaften gesiegt hatte, erreichte sie im Finale bei den 
Olympischen Spielen 2008 in Peking nur den dritten Platz hinter Rumjana Nejkowa und Michelle Guerette. 

### Die späten Jahre ab 2009
Im Jahr 2009 nahm Karsten nicht am Weltcup teil. Sie gewann aber den Titel bei den Weltmeisterschaften vor der Britin Katherine Grainger und Miroslava Knapková und bei den Europameisterschaften 2009 vor Knapková und Julija Lewina. 2010 gewann Karsten alle Weltcup-Regatten und verteidigte ihren Titel bei den Europameisterschaften vor Knapková und der Schwedin Frida Svensson. Ihre einzige Saisonniederlage musste sie im Finale der Weltmeisterschaften 2010 hinnehmen, als Svensson mit achtzehn Hundertstelsekunden Vorsprung auf Karsten gewann. 2011 gewann Karsten die ersten beiden Weltcup-Regatten, belegte aber in Luzern nur den vierten Platz. Bei den Weltmeisterschaften 2011 siegte Knapková mit zwei Sekunden Vorsprung vor Karsten, die ihrerseits zwei Sekunden Vorsprung auf die drittplatzierte Neuseeländerin Emma Twigg hatte. Bei ihrem sechsten Olympiastart 2012 in Eton gelang Kazjaryna Karsten zwar der Finaleinzug, mit dem fünften Platz verpasste sie aber erstmals die Medaillenränge.
2013 und 2014 war Kazjaryna Karsten weiterhin aktiv, startete aber nicht im Einer. Bei den Europameisterschaften und den Weltmeisterschaften 2013 gewann sie zusammen mit Julija Bitschyk jeweils die Bronzemedaille im Doppelzweier. 2014 gewann Karsten zusammen mit Tatjana Kuchta, Julija Bitschyk und Jekaterina Schljupskaja im Doppelvierer Gold bei den Europameisterschaften, bei den Weltmeisterschaften 2014 belegte der belarussische Doppelvierer den zehnten Platz. 2015 kehrte Karsten in den Einer zurück und gewann beim Weltcup in Bled. Bei den Europameisterschaften belegte sie mit Bitschyk den fünften Platz im Doppelzweier. Auch bei den Weltmeisterschaften 2015 traten die beiden im Doppelzweier an und belegten den neunten Platz. Karsten qualifizierte sich im Mai 2016 in Luzern für den Einer-Wettbewerb bei den Olympischen Spielen 2016 in Rio de Janeiro. Im Alter von 44 Jahren belegte sie bei ihrer siebten Olympiateilnahme noch einmal den achten Platz. Bei den Europameisterschaften 2017 siegte im Einer die Britin Victoria Thornley, Karsten erhielt die Silbermedaille. 2018 startete Karsten wieder nur in Mannschaftsbooten. Bei den Weltmeisterschaften belegte sie im Doppelvierer den achten Platz. 2019 startete sie wieder im Einer und bereitete sich für die WM und ihre achte Olympiateilnahme vor. Bei ihren zwei Weltcupteilnahmen belegte Karsten jeweils den zwölften Platz. Unmittelbar vor den Weltmeisterschaften 2019 brach sie sich eine Rippe und gab daraufhin am 29. August ihr Karriereende bekannt.